# Erica brevicaulis
Erica brevicaulis är en ljungväxtart som beskrevs av Guthrie och Bolus. Erica brevicaulis ingår i släktet klockljungssläktet, och familjen ljungväxter. Inga underarter finns listade i Catalogue of Life.